# Oier Aizpurua Aranzadi
Oier Aizpurua Aranzadi (Zumaya, 6 de noviembre de 1977) es un deportista español que compitió en piragüismo en las modalidades de aguas tranquilas y maratón.
Ganó tres medallas en el Campeonato Mundial de Piragüismo, en los años 2002 y 2003, y dos medallas de plata en el Campeonato Europeo de Piragüismo, en los años 2002 y 2004.
En la modalidad de maratón obtuvo cuatro medallas en el Campeonato Mundial de Piragüismo en Maratón y dos medallas en el Campeonato Europeo de Piragüismo en Maratón.

## Palmarés internacional

### Piragüismo en aguas tranquilas
| Campeonato Mundial | Campeonato Mundial           | Campeonato Mundial | Campeonato Mundial |
| Año                | Lugar                        | Medalla            | Competición        |
| ------------------ | ---------------------------- | ------------------ | ------------------ |
| 2002               | Sevilla (España)             | Medalla de oro     | K4 200 m           |
| 2002               | Sevilla (España)             | Medalla de bronce  | K4 500 m           |
| 2003               | Gainesville (Estados Unidos) | Medalla de bronce  | K4 200 m           |
| Campeonato Europeo |                              |                    |                    |
| Año                | Lugar                        | Medalla            | Competición        |
| 2002               | Szeged (Hungría)             | Medalla de plata   | K4 200 m           |
| 2004               | Poznań (Polonia)             | Medalla de plata   | K4 200 m           |

### Piragüismo en maratón
| Campeonato Mundial | Campeonato Mundial                | Campeonato Mundial | Campeonato Mundial |
| Año                | Lugar                             | Medalla            | Competición        |
| ------------------ | --------------------------------- | ------------------ | ------------------ |
| 2004               | Bergen (Noruega)                  | Medalla de oro     | K2                 |
| 2005               | Perth (Australia)                 | Medalla de oro     | K2                 |
| 2006               | Trémolat (Francia)                | Medalla de oro     | K2                 |
| 2007               | Győr (Hungría)                    | Medalla de oro     | K2                 |
| Campeonato Europeo |                                   |                    |                    |
| Año                | Lugar                             | Medalla            | Competición        |
| 2005               | Týn nad Vltavou (República Checa) | Medalla de oro     | K2                 |
| 2007               | Trenčín (Eslovaquia)              | Medalla de plata   | K2                 |